# Temelucha crepera
Temelucha crepera är en stekelart som beskrevs av Dasch 1979. Temelucha crepera ingår i släktet Temelucha och familjen brokparasitsteklar. Inga underarter finns listade i Catalogue of Life.